# Angustopila pallgergelyi
Angustopila pallgergelyi — вид черевоногих молюсків родини Hypselostomatidae. Описаний у 2021 році.

## Назва
Вид названо на честь угорського малаколога Барни Пал-Гергеля (угор. Páll-Gergely Barna) за його внесок у вивчення мікромолюсків.

## Поширення
Ендемік Таїланду. Поширений в провінції Сакео на сході країни. Троглодит (печерний вид). Всі відомі зразки виду зібрані в печері Пхет-Пхо-Тонг за 300 метрів від входу. Ці равлики живуть у темній та вологій частині печери, повзаючи по стіні або ховаючись серед сталактитів.

## Опис
Angustopila pallgergelyi — найменший вид наземних равликів у світі із середньою висотою панцира 0,66 ± 0,03 мм (висота ракушки голотипа 0,64 мм). До його відкриття найменшим видом равликів вважався Angustopila dominikae з панцирем заввишки 0,86 мм.
Морфологія цього виду схожа на печерного равлика Angustopila tamlod (Panha & Burch, 1999), але відрізняється формою ракушки та апертурним розвитком зубів. Ракушка хвилеподібна, біла, з тупою вершиною, лінзоподібним шпилем з глибокими швами та сітчастою поверхнею. Отвір у ракушку ниркоподібний, широкий. Перистома злегка потовщена і розширена, відокремлена від мутовки. Апертурні зуби добре розвинені — один тім'яний і один піднебінний зуб прямо протилежні.